# 제32회 아카데미상 외국어영화상 출품작 목록
다음은 제32회 아카데미 시상식 외국어영화상 출품작 목록이다. 아카데미 외국어 영화상은 1956년 미국 영화 예술 과학 아카데미 (AMPAS)가 미국 국외에서 제작된 비영어권 영화를 대상으로 시상하기 위해 제정되었다. 이후 외국어영화상은 매년 수여되었으며, 수상자는 출품국가로 여겨지지만 상 자체는 해당 영화의 감독이 수락한다. 아카데미측은 한 국가당 한 편의 영화만 허용되는 원칙에 의거, 여러 국가를 초청하여 자국 최고의 영화를 출품하도록 요청하고 있다.
제32회 아카데미상에서는 총 13편의 작품이 외국어영화상 부문에 초청되었다. 네덜란드, 파키스탄, 홍콩, 싱가포르가 처음으로 아카데미상 외국어영화상에 도전하였다. 출품작 가운데 덴마크, 프랑스, 이탈리아, 네덜란드, 서독의 작품이 후보로 선정되었다. 수상작은 프랑스에서 출품한 브라질 배경의 포르투갈어 영화 《흑인 오르페》였다.

## 출품작
| 출품국           | 제목               | 원제                           | 언어             | 감독                | 결과   |
| ---------------- | ------------------ | ------------------------------ | ---------------- | ------------------- | ------ |
| 덴마크           | 파우               | Paw                            | 덴마크어         | 아스트리드 헤닝옌센 | 후보   |
| 프랑스           | 흑인 오르페        | Orfeu Negro                    | 포르투갈어       | 마르셀 카뮈         | 수상   |
| 서독             | 다리               | Die Brücke                     | 독일어, 영어     | 베른하르트 비키     | 후보   |
| 홍콩             | 우과청천           | 雨過天青                       | 중국어           | 위에펑              | 미후보 |
| 인도             | 아푸의 세계        | অপুর সংসার Apur Sansar            | 벵골어           | 사티야지트 레이     | 미후보 |
| 이탈리아         | 더 그레이트 워     | La grande guerra               | 이탈리아어       | 마리오 모니첼리     | 후보   |
| 일본             | 들불               | 野火                           | 일본어           | 이치카와 곤         | 미후보 |
| 멕시코           | 나자린             | Nazarín                        | 스페인어         | 루이스 부뉴엘       | 미후보 |
| 네덜란드         | 강변의 마을        | Dorp aan de rivier             | 네덜란드어       | 폰스 라데마커스     | 후보   |
| 파키스탄         | 밝아올 그 날       | جاگو ہوا سویرا Jago Hua Savera | 우르두어, 벵골어 | A. J. 카다르        | 미후보 |
| 싱가포르         | 강산미인           | 江山美人                       | 중국어           | 리한샹              | 미후보 |
| 아랍 연합 공화국 | 나이팅게일의 기도  | دعاء الكروان Doaa al-Karawan   | 이집트 아랍어    | 헨리 바라카트       | 미후보 |
| 유고슬라비아     | 시간표에 없는 열차 | Vlak bez voznog reda           | 세르보크로아트어 | 벨코 불라이치       | 미후보 |